# Победнице европских првенстава у атлетици на отвореном — полумаратон
Освајачице медаља на Европским првенствима у атлетици на отвореном у дисциплини трчања полумаратона (21 км и 97 метара), која је била у програмима Европских првентава 2016. и 2024. приказане су у следећој табели са постигнутим резултатима, рекордима и билансом освојених медаља. Поред појединачних, медаље су додељиване и за екипни пласман, рачунајући резултате по три најбоље полумаратонке из сваке репрезентације. Резултати су приказани у формату сати:минуте:секунде.

## Освајачице медаља на европским првенствима на отвореном
| Шампионат             | Дисциплина  |                                      | Резултат    |                             | Резултат |                                          | Резултат |
| Амстердам 2016 детаљи | Појединачно | Сара Мореира · Португалија           | 1:10:19     | Вероника Инглезе · Италија  | 1:10:35  | Џесика Аугусто · Португалија             | 1:10:55  |
| Амстердам 2016 детаљи | Екипно      | Португалија                          | 3:33:53     | Италија                     | 3:36:38  | Турска                                   | 3:39:59  |
| Рим 2024 детаљи       | Појединачно | Каролине Бјеркели Гровдал · Норвешка | 1:08:09 РЕП | Џоан Челимо Мели · Румунија | 1:08:55  | Кали Хогер-Такери · Уједињено Краљевство | 1:08:58  |
| Рим 2024 детаљи       | Екипно      | Уједињено Краљевство                 | 3:29:01 РЕП | Немачка                     | 3:31:59  | Шпанија                                  | 3:33:16  |

### Биланс медаља појединачно + екипно
Стање после ЕП 2024.
| #               | Држава               |   |   |   |    |
| --------------- | -------------------- | - | - | - | -- |
| 1.              | Португалија          | 2 | 0 | 1 | 3  |
| 2.              | Уједињено Краљевство | 1 | 0 | 1 | 2  |
| 3.              | Норвешка             | 1 | 0 | 0 | 1  |
| 4.              | Италија              | 0 | 2 | 0 | 2  |
| 5.              | Румунија             | 0 | 1 | 0 | 1  |
| 5.              | Немачка              | 0 | 1 | 0 | 1  |
| 7.              | Турска               | 0 | 0 | 1 | 1  |
| 7.              | Шпанија              | 0 | 0 | 1 | 1  |
| Укупно 8 земаља | Укупно 8 земаља      | 4 | 4 | 4 | 12 |